# Adrastea (mitología)

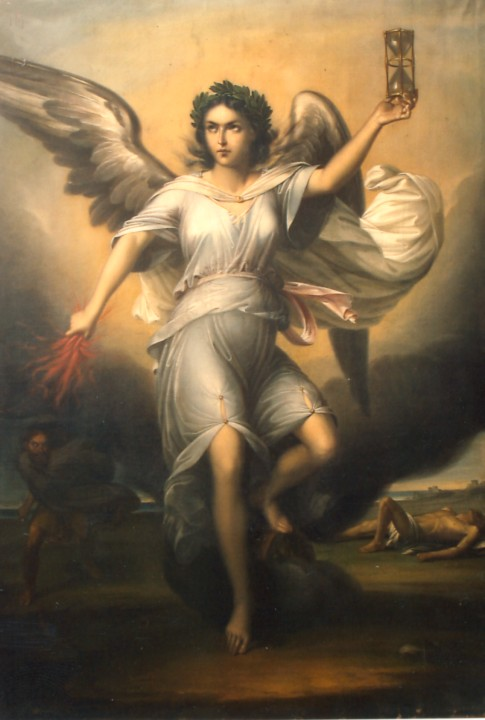
Adrastea está tan asociada con Némesis que le sirve de epíteto. Cuadro de Gheorghe Tattarescu, Némesis, diosa de la venganza, 1853.

Adrastea (en griego antiguo: Ἀδράστεια Adrásteia, ‘aquella de quien no se puede huir’) es, en la mitología griega, una diosa, epíteto o figura mitológica que varía según cada autor.

## Nodriza de Zeus
Apolodoro dice que, después que Crono devorase a sus hijos, Rea se dirige a la isla de Creta, estando encinta de Zeus, lo da a luz en una cueva del monte Dicte, y se lo entrega a los curetes y a las ninfas Adrastea e Ida, hijas de Meliseo, para que lo críen. Apolonio añade que Adrastea le hizo un pequeño juguete al Zeus infante en la cueva del Ida, en la forma de una pequeña pelota o esfera (σφαῖρα). Calímaco apunta que las compañeras de los coribantes, las melias del Dicte, mecían a Zeus en brazos. Entre ellas se dice que Adrastea usaba una cuna de oro, las ubres de la opulenta cabra Amaltea le daban de mamar, y la abeja Panácride le proporcionaba dulce miel. Alrededor del infante bailaban apretadamente los curetes su danza guerrera para evitar que Crono escuchase los llantos del recién nacido.

## Ananké
Para los órficos, Adrastea, Ananké e Himarmene son acaso diferentes nombres para la misma deidad que hacen referencia a la fuerza del destino. Opinan que de la unión entre el demiurgo [Zeus] y Ananké nació Himarmene. Siguiendo con esa tradición se dice que la propia Noche le entregó a Adrastea unos címbalos de bronce en sus manos para que los hiciera resonar, en alusión a los rituales órficos; esta acción acústica parece la misma atribuida a los curetes para evitar que Crono escuche los llantos del infante Zeus.

## Némesis
Adrastea era adorada, junto con Némesis, en Cos. Según Pausanias, en Cirra había un templo dedicado a Apolo, Artemisa y Leto, que albergaba, entre otras imágenes, una de Adrastea. Eurípides equipara a Némesis con Adrastea y así se inventa que la propia Adrastea (probablemente refiriéndose a Dike) era una hija de Zeus.La asimiliación de Némesis con Adrastea es explícita en la obra de Antímaco de Colofón.Adrastea es también un epíteto aplicado a Némesis, que algunos escritores consideraban derivado de Adrasto, de quien se decía que construyó el primer santuario de Némesis en el río Asopo, y otros del verbo διδράσκειν didraskein, según lo cual significaría que nadie podía escapar de la diosa.

## Cibeles
Esquilo ubica las tierras de Adrastea en territorio berecintio, hogar de la Madre de los dioses, esto es, Cibeles. De la misma manera la mención más arcaica de Adrastea sobrevive en un fragmento del poema épico Forónida, como una diosa de las montañas locales y servidora de los dáctilos del Ida, difícilmente distinguible de la propia Cibeles.